# João Maria Loureiro
João Maria Loureiro CvA • OA (Ajuda, Lisboa, 8 de Dezembro de 1891 – São Brás de Alportel, 14 de agosto de 1946) foi um militar e poeta português.

## Biografia
Filho de José da Assunção Loureiro, natural da freguesia de Vadeosa (atual Bodiosa), concelho de Viseu, e de Amália Maria Pedroso, natural da freguesia de Belas.
Assentou Praça a 14 de Janeiro de 1912, sendo Segundo Sargento à data do seu 1.º casamento, em 1917.
Casou primeira vez, a 4 de novembro de 1917, na Repartição da 4.ª Conservatória do Registo Civil de Lisboa, com Teodósia Ramos Guerra (Graça, Mora, 11 de junho de 1886 – Lisboa, Santa Isabel, 21 de setembro de 1921), costureira, filha de José Inácio Guerra, natural da freguesia da Granja, concelho de Mourão, e de Maria de Jesus Ramos, natural da freguesia da Graça, concelho de Mora.
Foi promovido a Alferes a 5 de Março de 1923 e a Tenente a 5 de Março de 1927, morrendo no posto de Capitão. Era Oficial da Administração Militar à data do seu 3.º casamento, em 1934.
Casou segunda vez, a 3 de fevereiro de 1929, em sua casa, na área da 2.ª Conservatória do Registo Civil de Lisboa, com Maria da Silva (Santa Engrácia, Lisboa, c. 1896), viúva de Carlos Represa (falecido em 1920), filha de pai incógnito e de Maria Augusta, doméstica, natural do Fundão (freguesia de Fatela). Os dois divorciaram-se litigiosamente por sentença transitada em julgado a 29 de julho de 1931.
Casou terceira vez, a 1 de julho de 1934, na casa da noiva, na área da 2.ª Conservatória do Registo Civil de Lisboa, com Maria Brásia Bentes, doméstica, natural de São Brás de Alportel, filha de Manuel Bentes, proprietário, e de Isabel Brásia, ambos naturais de São Brás de Alportel.
Morreu a 14 de agosto de 1946, em São Brás de Alportel.

### Condecorações Nacionais[6]
- Cavaleiro da Ordem Militar de Avis (5 de outubro de 1931)
- Oficial da Ordem Militar de Avis (20 de junho de 1941)

### Obras
- Flor de Laranja (poesias)[2]
- Painéis do Ribatejo (poesias), com Prefácio do Coronel Alberto Machado Cardoso dos Santos[2]
- Feras (poesias)[2]